# Кисин, Марк Владимирович
Марк Владимирович Кисин(1924—2000) — учёный в области медико-криминалистических исследований вещественных доказательств.
Доктор медицинских наук. Профессор.

## Биография
Родился в 1924 году. Окончил в 1947 году ММИ им. Н. И. Пирогова. После института до 1968 года работал экспертом, научным сотрудником, начальником отдела медико-биологических исследований во ВНИИ МВД СССР.
Являлся членом президиума правления Всероссийского общества судебных медиков, членом специализированного совета по судебной медицине при Российском государственном медицинском университете, главным научным сотрудником Всероссийского федерального центра судебных экспертиз Министерства юстиции РФ.
В 1962 году защитил кандидатскую диссертацию на тему «Дактилоскопирование трупов с измененными кожными покровами (экспериментальное исследование)», а в 1974 году — докторскую диссертацию на тему «Судебно-медицинское исследование микроколичества некоторых объектов экспертизы вещественных доказательств».
Воинское звание — полковник.

## Награды
- орден Отечественной войны II степени
- орден Знак Почета
- орден Венгерской Народной Республики
- медаль за победу над Германией в Великой Отечественной войне 1941—1945 гг.
- 13 медалей
- почетный знак «Отличник милиции»
- почетный знак «Отличник здравоохранения»